# Municipio Yotala
Das Municipio Yotala ist ein Verwaltungsbezirk im Departamento Chuquisaca im südamerikanischen Anden-Staat Bolivien.

## Lage im Nahraum
Das Municipio Yotala ist eines von drei Municipios der Provinz Oropeza und umfasst deren südlichen Bereich. Es grenzt im Westen und Südwesten an das Departamento Potosí, im Osten an die Provinz Yamparáez und im Norden an das Municipio Sucre.
Das Municipio erstreckt sich zwischen etwa 19° 05' und 19° 22' südlicher Breite und 65° 08' und 65° 24' westlicher Länge, seine Ausdehnung von Westen nach Osten beträgt bis zu 20 Kilometer, von Norden nach Süden bis zu 25 Kilometer.
Das Municipio umfasst 50 Gemeinden (localidades), der zentrale Ort des Municipios ist die Ortschaft Yotala mit 1522 Einwohnern (Volkszählung 2012) im nördlichen Teil des Municipios.

## Geographie
Das Municipio Yotala liegt im zentralen Teil der bolivianischen Cordillera Central, zwischen dem Altiplano im Westen und dem bolivianischen Tiefland im Osten. Das Klima ist ein kühl-gemäßigtes Höhenklima mit typischem Tageszeitenklima, bei dem die Temperaturunterschiede im Tagesverlauf stärker schwanken als im Jahresverlauf.
Die Jahresdurchschnittstemperatur in der Region liegt bei knapp 16 °C (siehe Klimadiagramm Sucre), die Monatsdurchschnittswerte schwanken zwischen knapp 14 °C im Juni/Juli und 17 °C im Oktober/November. Der Jahresniederschlag beträgt mehr als 700 mm und weist fünf aride Monate von Mai bis September mit Monatswerten unter 25 mm auf, die Sommermonate von Dezember bis März weisen Niederschläge von je 100 bis 150 mm auf.

## Bevölkerung
Die Einwohnerzahl ist zwischen 1992 und 2024 nahezu unverändert geblieben:
| Jahr | Einwohner | Quelle       |
| ---- | --------- | ------------ |
| 1992 | 9486      | Volkszählung |
| 2001 | 9497      | Volkszählung |
| 2012 | 9403      | Volkszählung |
| 2024 | 9241      | Volkszählung |

Die Bevölkerungsdichte bei der letzten Volkszählung von 2001 betrug 20,3 Einwohner/km², der Alphabetisierungsgrad bei den über 6-Jährigen war von 60,3 Prozent (1992) auf 74,4 Prozent (2001) angestiegen. Die Lebenserwartung der Neugeborenen betrug 61,5 Jahre, die Säuglingssterblichkeit war von 9,2 Prozent (1992) auf 7,5 Prozent im Jahr 2001 zurückgegangen.
64,9 Prozent der Bevölkerung sprechen Spanisch, 94,2 Prozent sprechen Quechua, und 0,4 Prozent sprechen Aymara. (2001)
47,0 Prozent der Bevölkerung haben keinen Zugang zu Elektrizität, 62,4 Prozent leben ohne sanitäre Einrichtung (2001).
79,7 Prozent der 2.204 Haushalte besitzen ein Radio, 25,5 Prozent einen Fernseher, 27,6 Prozent ein Fahrrad, 0,7 Prozent ein Motorrad, 7,0 Prozent ein Auto, 13,3 Prozent einen Kühlschrank, und 4,4 Prozent ein Telefon. (2001)

## Politik
Ergebnis der Regionalwahlen (concejales del municipio) vom 4. April 2010:
| Wahl- berechtigte |  | Wahl- beteiligung | gültige Stimmen |  | MAS-IPSP | NA-C   | C.S.T. |
| ----------------- |  | ----------------- | --------------- |  | -------- | ------ | ------ |
| 4.050             |  | 3.569             | 2.753           |  | 1.876    | 464    | 413    |
|                   |  | 88,1 %            | 77,1 %          |  | 68,1 %   | 16,9 % | 15,0 % |

Ergebnis der Regionalwahlen (elecciones de autoridades políticas) vom 7. März 2021:
| Wahl- berechtigte |  | Wahl- beteiligung | gültige Stimmen |  | MAS-IPSP | CST     | BSTH   | MNR    | C-A    | UNIDOS |
| ----------------- |  | ----------------- | --------------- |  | -------- | ------- | ------ | ------ | ------ | ------ |
| 5.302             |  | 4.486             | 3.898           |  | 2.102    | 1.486   | 119    | 113    | 43     | 35     |
|                   |  | 87,48 %           | 86,82 %         |  | 53,93 %  | 38,12 % | 3,05 % | 2,90 % | 1,10 % | 0,90 % |

## Gliederung
Das Municipio Yotala bestand bei der Volkszählung 2012 aus den folgenden vier Kantonen (cantones):
- 01-0102-01 Kanton Yotala – 29 Gemeinden – 6.886 Einwohner (2001: 6.644 Einwohner)
- 01-0102-02 Kanton Huayllas – 9 Gemeinden – 1.092 Einwohner (2001: 1.462 Einwohner)
- 01-0102-03 Kanton Tuero – 10 Gemeinden – 1.108 Einwohner (2001: 1.043 Einwohner)
- 01-0102-04 Kanton Pulqui – 1 Gemeinde – 317 Einwohner (2001: 348 Einwohner)

## Ortschaften im Municipio Yotala
- Kanton Yotala
  - Yotala 1522 Einw. – San Isidro de Anfaya 569 Einw. – Mosoj Llaita 444 Einw. – Tasapampa 416 Einw.

- Kanton Huayllas
  - Huayllas 111 Einw.

- Kanton Tuero
  - Tambo Aqhachila 209 Einw.

- Kanton Pulqui
  - Pulki 317 Einw.